# Hureaulite
L'hureaulite (Parfois improprement orthographié Huréaulite) est une espèce minérale formée de phosphate de manganèse hydraté de formule Mn2+5(PO3OH)2(PO4)2•4(H2O). Les cristaux peuvent atteindre 3 cm.

## Inventeur et étymologie
Découverte par le minéralogiste français François Alluaud en 1826, la description en a été faite par Armand Dufrénoy en 1829 le nom dérive du gisement topotype.

## Topotype
- Lieux-dits des Hureaux, Saint-Sylvestre carrière de La Vilate près de Chanteloube, Nord de Limoges, Haute Vienne, France[3]

## Cristallochimie
- Il existe une série complète entre la lithiophilite LiMn2+PO4 et la triphylite, LiFe2+PO4 qui inclut l'huréaulite, la strengite, FePO4·2H2O, la stewartite, Mn2+Fe3+2(OH,PO4)2·8H2O, et la  sicklerite, (Li,Mn2+,Fe3+)PO4[7].

- L'hureaulite sert de chef de file à un groupe de minéraux isostructuraux qui porte son nom.

### Groupe de l'hureaulite
- hureaulite : Mn2+5(PO3OH)2(PO4)2•4(H2O)
- Miguelroméroïte : Mn2+5(AsO3OH)2(AsO4)2•4(H2O)
- Nyholmite : Cd3Zn2(AsO3OH)2(AsO4)2•4(H2O)
- Sainfeldite : Ca5(AsO3OH)2(AsO4)2•4(H2O)
- Villyaellenite : Mn2Ca2(AsO3OH)2(AsO4)2•4(H2O)

## Cristallographie
- Groupe d'espace : C2/c
- Les paramètres de la maille conventionnelle sont : a = 17,547–17,623 Å, b = 9,066–9,127 Å, c = 9,398–9,490 Å, β = 96,74 °, Z = 4, V = 1 516,03 Å3
- Densité calculée = 3,20

## Gîtologie
Minéral secondaire des pegmatites et des granites dans les triphylites altérées.

### Minéraux associés
Barbosalite, cacoxénite, dickinsonite, éosphorite, fairfieldite, hétérosite, lithiophilite, phosphosidérite, rockbridgeite, roschérite, stewartite, strengite, triphylite, vivianite

## Synonymie
- baldaufite : décrite en 1925 par Franz Müllbauer et dédiée au minéralogiste et ingénieur des mines allemand Richard Julius Baldauf (1848-1931)[8]
- palaïte (Schaller 1912)[9]
- pseudopalaïte (de Jesus 1933)[10]

## Gisements remarquables
- Brésil

Mine de Sapucaia, Sapucaia do Norte, Galiléia, Minas Gerais, Brésil
- États-Unis

Foote Lithium Co. Mine (Foote Mine), Kings Mountain District, comté de Cleveland, Caroline du Nord
- France

Lieux-dits des Hureaux, Saint-Sylvestre carrière de La Vilate près de Chanteloube, Nord de Limoges, Haute Vienne (Topotype)
- Madagascar

pegmatite de Marivolanitra, District d'Ambatofinandrahana, Région d'Amoron'i Mania, Province de Fianarantsoa